# Дадлі (Міссурі)
Дадлі (англ. Dudley) — місто (англ. city) в США, в окрузі Стоддард штату Міссурі. Населення — 101 особа (2020).

## Географія
Дадлі розташоване за координатами 36°47′23″ пн. ш. 90°5′30″ зх. д. / 36.78972° пн. ш. 90.09167° зх. д. (36.789745, -90.091603).  За даними Бюро перепису населення США в 2010 році місто мало площу 1,01 км², уся площа — суходіл.

## Демографія
Згідно з переписом 2010 року, у місті мешкали 232 особи в 103 домогосподарствах у складі 62 родин. Густота населення становила 230 осіб/км².  Було 111 помешкання (110/км²).
Расовий склад населення:
| - 99,6 % — білих |

До двох чи більше рас належало 0,4 %. Частка іспаномовних становила 0,9 % від усіх жителів.
За віковим діапазоном населення розподілялося таким чином: 21,6 % — особи молодші 18 років, 65,5 % — особи у віці 18—64 років, 12,9 % — особи у віці 65 років та старші. Медіана віку мешканця становила 36,5 року. На 100 осіб жіночої статі у місті припадало 93,3 чоловіків;  на 100 жінок у віці від 18 років та старших — 100,0 чоловіків також старших 18 років.
Середній дохід на одне домашнє господарство  становив 43 036 доларів США (медіана — 26 875), а середній дохід на одну сім'ю — 66 913 долари (медіана — 44 375). За межею бідності перебувало 25,3 % осіб, у тому числі 46,7 % дітей у віці до 18 років та 20,0 % осіб у віці 65 років та старших.
Цивільне працевлаштоване населення становило 71 осіб. Основні галузі зайнятості: виробництво — 36,6 %, роздрібна торгівля — 16,9 %, освіта, охорона здоров'я та соціальна допомога — 16,9 %.